# Куколь (облачение)
Ку́ко́ль (кукуль, церк.-слав. коуколь, через греч. κουκούλλι(ον), κουκούλα, от лат. cuculla, cucullus) — монашеский головной покров.

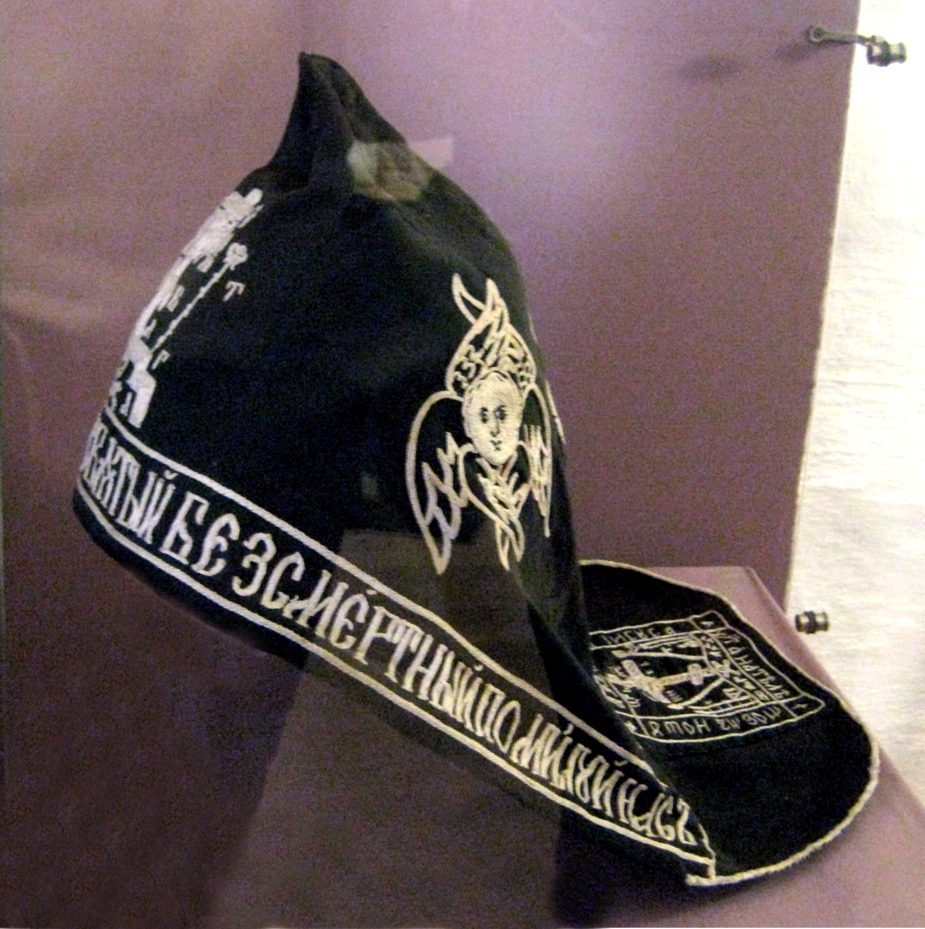
Куколь монаха-схимника

## Описание
Куколь был очень распространённым среди римлян головным убором. В чине крещения сохранилась фраза, указывающая на общее употребление куколя, «одевается раб Божий в кукуль незлобия». Специально монашеским убором куколь является с конца IV века; впервые упоминание о таком назначении куколь встречается в сочинении Кассиана De habitu monachi. Скоро он сделался общим среди монахов как Востока, так и Запада; на Западе даже образовалась пословица «куколь не делает монахом» (cuculla non facit monachum). Среди монахов бенедиктинского ордена впоследствии выработалась однообразная форма куколя — шапочка с спускающимся на плечи куском материи.
В Русской церкви куколь — верхнее облачение монаха великой схимы (см. схимонах). В последовании пострига называется «куколем беззлобия», «шлемом спасительного упования». Существует специальная молитва на снятие куколя. В восьмой день (по мнению некоторых, в пятый) после пострига монах всенародно в церкви, с молитвою настоятеля, снимает с себя куколь, как отличительнейшую от прочих монашеских степеней принадлежность, чтобы обратиться к телесному труду и повседневному рукоделию.
Симеон Солунский писал о куколе следующее:
Кукуль спускается и спереди на грудь – ради силы мысли и сердца, а также и на спину. Он обшит вокруг червлёными крестами, для того чтобы этим царственным и страшным знамением отгонять врагов, спереди и сзади нападающих на нас.
С XVII века после реформ патриарха Никона куколь — верхнее облачение схимонаха в виде остроконечного капюшона с двумя длинными, закрывающими спину и грудь полосами материи; чёрного цвета, с изображением на нём крестов, серафимов и текста Трисвятого. Надевается поверх мантии.
Помимо этого «куколем» традиционно, хотя исторически неточно, называют головной убор московского патриарха. Фактически это дониконовская форма монашеского и архиерейского клобука — каптырь c намёткой белого цвета (первоначально её носили константинопольские патриархи и митрополиты, рукоположённые не из монахов), украшенная серафимами или другими изображениями. Подобный же клобук, но чёрного цвета, носит католикос-патриарх всей Грузии.

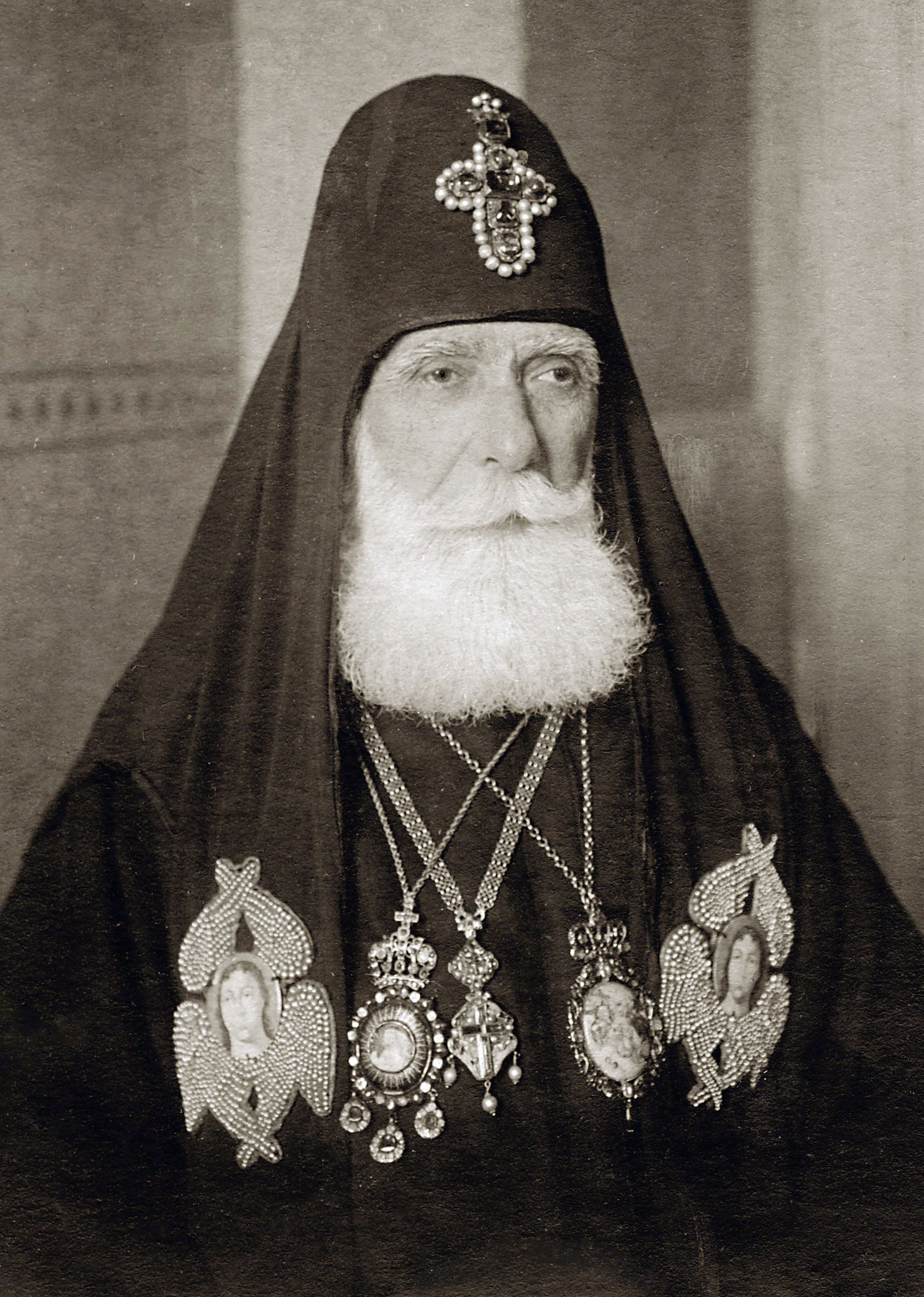
Католикос-патриарх всея Грузии Каллистрат в чёрном куколе
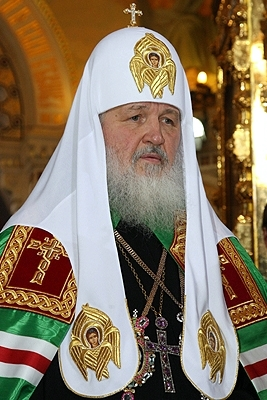
Патриарх всея Руси Кирилл в белом куколе с крестом наверху
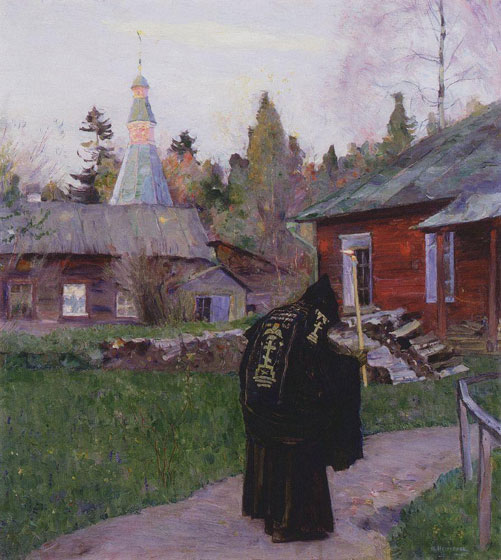
Михаил Нестеров. Вечерний звон